# Alonso Rodríguez (pintor)

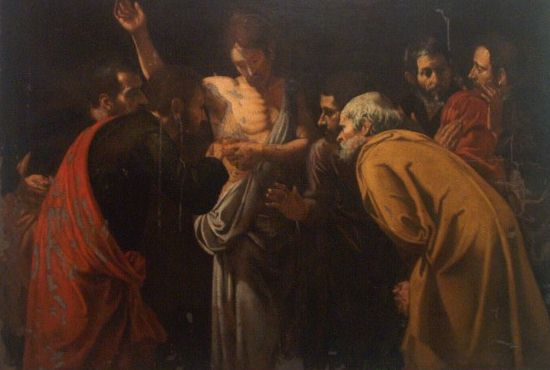
Incredulidad de Santo Tomás, Museo Regionale, Messina.

Alonso Rodríguez, conocido como Alonzo Rodríguez (Messina, 1578 - c. 1648) fue un pintor italiano, hijo de un capitán español.

## Biografía
Alonzo Rodríguez se formó como pintor en su ciudad natal con Giovan Simone Comandè. Muy pronto hubo de trasladarse a Roma y Nápoles, donde entró en contacto con el estilo de Caravaggio y, especialmente, con las interpretaciones napolitanas del arte de Miguel Ángel Merisi. En su obra son particularmente evidentes las influencias de Battistello Caracciolo y Bernardo Cavallino. El papel jugado por Alonzo Rodríguez como propagador de un estilo caravaggista mediterráneo y casi ibérico no ha sido estudiado. Tras su regreso a Messina pintó la Cena en Emaús, conservada en el Museo Regional, y La Última Cena, actualmente en el Ayuntamiento, buenos testimonios de su trabajo.